# Снял кого-нибудь?
«Снял кого-нибудь?» (яп. みんな〜やってるか!, также Minnâ-yatteruka!; англ. Getting Any?) — комедия японского режиссёра Такэси Китано.

## Сюжет
Картина позволяет оценить всю витиеватую сущность японского юмора. Главный герой Асао (Данкан) одержим сексом. Он уверен, что современные японские девушки предпочитают заниматься сексом в автомобиле. Но у Асао нет машины, и ему приходит в голову идея ограбить банк, чтобы купить автомобиль. Для ограбления нужен пистолет, а денег на покупку оружия у Асао тоже нет.
Затем герой фильма попадает на съёмочную площадку самурайского фильма, после — семья якудза принимает его за известного профессионального убийцу, и в конце концов он встречает сумасшедшего учёного (роль которого исполнил сам Китано), сначала сделавшего Асао невидимкой, а потом превратившего его в человека-муху.

## В ролях
- Минори Лидзука (Данкан) — Асао
- Бит Такэси — учёный
- Ёдзин Хино — продавец автомобилей
- Сусуму Терадзима — раненый якудза
- Хакурю — смотритель на кинопробах
- Гадаруканару Така — пилот кукурузника
- Масуми Окада — Сталин (камео)

## Цитаты и пародии
- Слепой самурай, которого играет Асао, отсылает зрителя к серии из 26 фильмов о японском народном герое — слепом мстителе Затоичи. В 2003 году Китано сам снимет фильм о Затоичи, являющийся одновременно и ремейком, и данью уважения Синтаро Кацу, исполнявшему роль Затоичи в пародируемых фильмах.
- Множество сцен обыгрывают боевики про якудза, в частности фильм Сэйдзюна Судзуки «Рождённый убивать». Некоторые моменты Китано будет использовать и в собственных фильмах, например раненый якудза в белом костюме появится в фильме «Такешиз».
- Сцена встречи двух семей якудза пародирует видео Майкла Джексона «Beat It». В этой сцене также играет музыка, весьма похожая на соло Ван Халена.
- Превращение Асао в невидимку отсылает к фильму «Исповедь невидимки», а ранцы, которые используют герой Китано и его помощник для поимки Асао взяты у персонажей фильма «Охотники за привидениями». В нескольких сценах играет музыкальная тема, похожая на тему «Охотников…».
- Сцена превращения Асао в муху отсылает к фильму Дэвида Кроненберга «Муха», который в свою очередь является ремейком фильма 1958-го года.